# Emilio Azcárraga Milmo
Emilio Azcárraga Milmo (San Antonio, Texas, 6 de septiembre de 1930-Miami, 16 de abril de 1997) fue un empresario mexicano. Célebre en la vida pública de su país por ser propietario y dirigente del influyente conglomerado de medios de comunicación Grupo Televisa, durante poco menos de veinticinco años entre 1972 y hasta su muerte en 1997.

## Biografía
Luego de encontrarse realizando estudios en los Estados Unidos, regresó al país en 1948 para brevemente dedicarse a la venta de enciclopedias; sin embargo, poco tiempo después comenzó a laborar en las estaciones de radio de su padre (Emilio Azcárraga Vidaurreta, dueño de la XEW) en el área de ventas y publicidad, mismo rol que desarrolló en el naciente XEW-TV Canal 2, la segunda de red de televisión nacional concesionada en México, propiedad de su padre y que iniciara transmisiones el 21 de marzo de 1951.
El 26 de marzo de 1955, Emilio Azcárraga Vidaurreta concretó la fusión de las tres cadenas de televisión existentes (Canal 2, XHTV Canal 4 propiedad de la familia O'Farrill y XHGC Canal 5 concesionado a Guillermo González Camarena) en la empresa Telesistema Mexicano; ante ello Azcárraga Milmo ocupó el puesto de gerente en áreas de mercadeo y producción. Inició una carrera paralela como empresario, hasta cierto punto ajeno a la empresa familiar, por ejemplo como productor del programa Súper Remate de Autos del canal 2 y de la obra de teatro Ring Ring Llama el Amor.
Luego del éxito televisivo que resultó la transmisión del II Campeonato Panamericano de Fútbol en 1956, Azcárraga Milmo vislumbró el potencial comercial que resultaría el balompié en México, por lo que inició una larga trayectoria como empresario vinculado a este deporte, planteándose como principal objetivo conseguir para el país la sede de la Copa Mundial de Fútbol. Su primera iniciativa fue adquirir en propiedad a uno de los equipos más importantes de México, el Club América, el 22 de julio de 1959; a partir de 1961 haría mancuerna con el también empresario, y recién contratado presidente del club, Guillermo Cañedo de la Bárcena, para reconfigurar a la institución de manera deportiva, económica y mediática, para acrecentar su relevancia, y que sirviera de punta de lanza para la masificación del futbol por medio de la televisión.
Sería el mismo Cañedo quien convenció a Azcárraga, que una buena estrategia para conseguir su objetivo final de obtener la sede de la Copa Mundial de Fútbol de 1970, era la construcción de un estadio de grandes magnitudes. En 1962 inició la edificación del Estadio Azteca a cargo del arquitecto Pedro Ramírez Vázquez; para poder financiar la obra, Azcárraga creó la empresa Fútbol del Distrito Federal S.A de C.V. al lado de los propietarios de los clubes Atlante Fernando González y Necaxa Julio Orvañanos. El estadio para 110 000 espectadores, fue inaugurado el 29 de mayo de 1966 y posteriormente sirvió como piedra angular del proyecto que obtuvo la sede de la Copa del Mundo.
Además del estadio, buena parte del éxito de la candidatura se debió a la innovadora estrategia de asegurar la transmisión en vivo, vía satélite y a color del futuro mundial, gracias a la alianza de la familia Azcárraga y la empresa Telesistema Mexicano con Cañedo. La empresa mexicana dio muestra de su capacidad técnica cuando en la Copa del Mundo Chile 1962, con la adquisición de estaciones móviles de videocinta (tecnología que permitió grabar señales de televisión), se grabaron los tres partidos de la Selección de fútbol de México y fueron enviados en avión desde Chile hasta México para su transmisión diferida. El uso de este sistema favoreció la internacionalización del evento y la cadena, pues varias compañías extranjeras adquirieron las copias de los juegos para retransmitirlas en sus lugares de origen.
En el marco de la obtención por parte del país de las sedes de los dos eventos deportivos más importantes del mundo, los Juegos Olímpicos de México 1968 y la Copa Mundial de Fútbol de 1970, Telesistema Mexicano sería la cadena de televisión local responsable de la producción y emisión de la señal internacional. Ante ello, Azcárraga gestionó con el presidente Gustavo Diaz Ordaz, la inversión público-privada para la construcción y lanzamiento de un satélite mexicano que cubriera la demanda que generarían ambos eventos, esto en el contexto del nacimiento de la televisión vía satélite, de la que la empresa ya había sido parte en los Juegos Olímpicos de Tokio 1964. No obstante, no se consiguió el apoyo del presidente, que en cambio ofreció ampliar la red de estaciones de microondas y repetidoras a nivel nacional, así como adquirir acciones del sistema Intelsat, que permitiría hacer uso del satélite Early Bird para cubrir los magnos eventos que albergaría el país. Telesistema Mexicano contribuyó en los dos eventos históricos, pues cada edición significó la primera transmisión a color vía satélite de unos Juegos Olímpicos y una Copa Mundial de Fútbol.
El 23 de septiembre de 1972 falleció su padre Emilio Azcárraga Vidaurreta, con lo que asumió la propiedad y dirección de la compañía, al mismo tiempo que se gestionaba la fusión de la empresa con Televisión Independiente de México y su red nacional concesionada en 1968, XEQ Canal 8, hasta entonces operada por un grupo de empresarios regiomontanos. El 8 de enero de 1973 se concretó la fusión con el inicio de transmisiones de Televisión Vía Satélite (Televisa).
Desde tiempo antes de la muerte de su padre, había comenzado a impulsar en el seno de la compañía una medida innovadora, en el contexto de la televisión mexicana, la de lograr que Telesistema Mexicano se encargara por completo de la producción de programas, haciendo que se suscitara un cambio en el rol con los anunciantes, que ahora no podrían tener injerencia en la programación, y la empresa sería la vendedora de los espacios de publicidad. La medida permitió la producción masiva de contenidos como telenovelas, noticieros, programas de concursos, cómicos y de variedades. A esto siguió la estrategia de exportación a diversas regiones del mundo de los contenidos producidos en la empresa. Con ello, la naciente Televisa terminó por ubicarse como la mayor cadena de medios de comunicación en el mundo de habla hispana. El posicionamiento logrado por sus productos a nivel internacional, lo impulsaron a fundar y liderar, junto con Guillermo Cañedo, la Organización de la Televisión Iberoamericana (que inició operaciones el 19 de marzo de 1971), como una alianza de las cadenas de radio y televisión en la región, para gestionar de mejor manera la importación y exportación de producciones, incluida la compra de derechos para eventos deportivos internacionales.
El éxito económico de su cadena de televisión y la penetración de las producciones de esta, le permitió integrarse de manera parcial o completa a otros sectores de negocios, principalmente vinculados con el entretenimiento, como lo fueron productoras de cine, teatro y música, editoriales, agencias de talento artístico, distribuidoras, compañías de doblaje entre otras. En virtud de su posición casi monopólica de la televisión mexicana, emprendió el ingreso de Televisa a los mercados hispanoparlantes, especialmente en Latinoamérica y entre los hispanos de Estados Unidos, usando como estrategia la constante adaptación de los modos y estilos de la industria del entretenimiento estadounidense, en los producciones mexicanas. Uno de los pasos más importantes en este sentido sería aumentar su participación como accionista en la cadena de habla hispana estadounidense Univision, de la que su padre ya había iniciado en 1962.
Como parte de su actividad filantrópica, en 1985 fundó la Fundación Mexicana para la Salud, junto con otros empresarios mexicanos que tuvieron la responsabilidad social, compromiso y solidaridad para generar una inversión social a largo plazo que contribuyera a mejorar la calidad de vida de los mexicanos. Fue dueño de "The National," un diario estadounidense enfocado hacia los deportes, que fue publicado entre el 31 de enero de 1990 y el 13 de junio de 1991.
En octubre de 1993, declaró al Semanario Proceso: “México es un país de clase modesta muy jodida, que no va a salir de jodida. Para la televisión es una obligación llevar diversión a esa gente y sacarla de esa triste realidad y de su futuro difícil. La clase media, la media baja, la media alta. Los ricos, como yo, no somos clientes, porque los ricos no compramos ni madre”aunque no esta aclarado en qué contexto lo dijo..
El 15 de febrero de 1994 lanzó al mercado mexicano el diario "Summa", que fue un fracaso. Lo cerró en enero de 1995.
Se casó 4 veces, la última con Adriana Abascal, antigua Miss México; su anterior compañera sentimental fue Paula Cusi. Murió el 16 de abril de 1997 a bordo de su yate ECO a las afueras de Miami a causa de cáncer de páncreas. Entonces Grupo Televisa pasó a manos de su hijo Emilio Azcárraga Jean, a sus hijas, a Adriana Abascal y a su exesposa Paula Cusi.